# 나는 꼽사리다
《나는 꼽사리다》는 딴지일보의 사회·경제 부문 팟캐스트 방송이다. ‘대한민국 99%를 위한 편파방송’, ‘세상이 밝아지면 없어질 방송’이라는 이름으로 방송 중이다. 매주 화요일에 녹음하는 것을 원칙으로 한다.

## 고정 출연진
- 김미화
- 선대인
- 우석훈
- 김용민

## 회차 정보
| 회차      | 업로드 일자      | 제목                                                                  | 게스트 |
| --------- | ---------------- | --------------------------------------------------------------------- | --- |
| 1         | 2011년 11월 19일 | 나는 꼽사리다 더 비기닝 (나꼼수 경제편)                               | |
| 2         | 2011년 11월 30일 | 한미FTA, 론스타 그리고 언론재벌                                       | |
| 3         | 2011년 12월 4일  | 박원순, 종편 그리고 유럽발 금융위기                                   | |
| 4         | 2011년 12월 15일 | 참담한 종편, 그리고 룸싸롱의 경제학                                   | |
| 5         | 2011년 12월 23일 | 김정일 사망과 중국산 찐살                                             | |
| 6         | 2012년 1월 3일   | MB정부 경제실정 집중분석                                              | |
| 7         | 2012년 1월 11일  | 대한민국 골프장 경제학                                                | |
| 8         | 2012년 1월 18일  | 돈봉투의 경제학, 그리고 삼성공화국                                    | |
| 9         | 2012년 1월 23일  | 대한민국 청년층의 절망적 노동환경                                     | 김영경 청년유니온 위원장 |
| 10        | 2012년 1월 31일  | 빚더미의 대한민국 가계                                                | |
| 11        | 2012년 2월 10일  | 외환은행 매각 파문의 모든 것                                          | 전국금융산업노조 외환은행지부 김보헌 전문위원                                                                                                  |
| 12        | 2012년 2월 17일  | 대한민국 재벌개혁을 논하다!                                           | 홍종학 경원대학교 교수, 김종인 |
| 13        | 2012년 2월 22일  | 공기업 민영화의 문제와 순결한 용민이                                  | |
| 14        | 2012년 2월 29일  | 지랄같은 물가에 대하여                                                | |
| 15        | 2012년 3월 7일   | 대한민국 모피아 , 혹은 토건족의 정체                                  | |
| 16        | 2012년 3월 16일  | 한미FTA 발효 특집                                                     | |
| 17        | 2012년 3월 23일  | 야당공천의 멘붕, 유종일 초청 대담                                     | 유종일 (김용민은 총선 출마 관계로 임시 하차)                                                                                                   |
| 18        | 2012년 3월 26일  | 휴대전화 폭리, 그리고 애물단지 뉴타운                                 | |
| 19        | 2012년 4월 1일   | 문화경제학 그리고 각하의 문화예술 정책                                | 변영주 영화 감독 |
| 20        | 2012년 4월 7일   | 총선특집 정동영, 노회찬 후보와 함께                                   | 정동영, 노회찬 |
| 호외1     | 2012년 4월 9일   | 4월 11일, 닥치고 투표!                                                | (김용민) |
| 금주1     | 2012년 4월 20일  | 4.11 총선 그리고 그 이후                                              | |
| 금주2     | 2012년 4월 29일  | 9호선 요금 인상 그리고 민자의 전성시대                                | (김용민 복귀) |
| 금주3     | 2012년 5월 5일   | 방송사 파업과 하우스 푸어의 현실                                      | 최경영 KBS 기자, 김재영 MBC PD |
| 금주4     | 2012년 5월 14일  | 서울시장 MB의 추억                                                    | |
| 금주5     | 2012년 5월 18일  | 공영방송은 시민사회의 미래다                                          | 정연주 KBS 前 사장, 신경민 국회의원 당선인 |
| 금주6     | 2012년 5월 27일  | 한국 종교여, 어디로 가시나이까                                        | 성기문 목사 |
| 금주7     | 2012년 6월 1일   | 길잃은 사교육 문제, 곽노현에게 길을 묻다                              | 곽노현 서울특별시교육감 |
| 금주8     | 2012년 6월 8일   | 쫄지 않고 속지 않는 나꼽살식 재테크                                   | 제윤경 에듀머니 대표 |
| 금주9     | 2012년 6월 15일  | 한국 경제, 퍼펙트 스톰 공습 경보                                      | (김미화는 감기로 인해 미출연, 김용민이 대타 진행)                                                                                              |
| 금주10    | 2012년 6월 23일  | 현실화되는 헬스 푸어(Health Poor)                                     | 우석균 보건의료노조 정책실장 |
| 금주11    | 2012년 7월 2일   | 담합을 향해 쏴라                                                      | |
| 금주12    | 2012년 7월 7일   | 생쥐 경제에서 생협 경제로                                             | 최재숙 에코생협 상무 |
| 금주13    | 2012년 7월 18일  | 삼성은 누구의 것인가                                                  | 김상봉 전남대학교 철학과 교수, 이상호 기자 깜짝 출연 : 김일란 영화 《두개의 문》 감독, 용산참사 유가족이자 진상규명위 정영신 간사              |
| 금주14    | 2012년 7월 22일  | 보험, 물어보고 따져봅시다                                             | 김미숙 보험소비자협회장 |
| 통합 호외 | 2012년 7월 25일  | 통합 호외 : 취중봉담                                                  | 나는 꼼수다팀, 나는 꼽사리다팀 나는 딴따라다팀(김조광수는 전화 통화로 목소리 출연)                                                             |
| 금주15    | 2012년 7월 27일  | 18대 대통령 선거 예비후보 특정경제문제 가중인터뷰 1 – 손학규 예비후보 | 예비후보 손학규 |
| 금주16    | 2012년 8월 2일   | 18대 대통령 선거 예비후보 특정경제문제 가중인터뷰 2 – 정세균 예비후보 | 예비후보 정세균 |
| 금주17    | 2012년 8월 9일   | 18대 대통령 선거 예비후보 특정경제문제 가중인터뷰 3 – 김두관 예비후보 | 예비후보 김두관 |
| 금주18    | 2012년 8월 16일  | 4대강, 그 죽음의 삽질을 멈춰라!                                       | 김진애 前 국회의원, 박창근 관동대학교 교수 |
| 출산1     | 2012년 8월 24일  | 한국 교육 현실, 김상곤에 묻는다                                       | 김상곤 경기도교육감 |
| 출산2     | 2012년 9월 5일   | 순악질 여사와 띨띨 브라더스의 어뤼버뤼파뤼!                           | 황덕창 구성작가, 배영란(우영) 팀 매니저(스케줄 담당) (공개방송으로 진행)                                                                       |
| 출산3     | 2012년 9월 12일  | 박정희의 경제, 신화는 없다                                            | |
| 출산4     | 2012년 9월 18일  | 6.25 세대와 88만원, 그 거리를 재다                                    | |
| 출산5     | 2012년 9월 20일  | 복지 포퓰리즘? 복지는 리얼리즘이다                                    | 이상이 제주대학교 교수, 김윤태 고려대학교 교수 (황덕창 작가가 김용민 대신 연출)                                                                |
| 출산6     | 2012년 9월 30일  | 대한민국에서 노동자로 산다는 것, 그리고 죽는다는 것                   | 문기주 금속노조 쌍용자동차지부 정비지회장, <반도체 노동자의 건강과 인권 지킴이, 반올림>의 공유정옥 (김용민은 미국 공연으로 인해 출연하지 않음) |
| 출산7     | 2012년 10월 8일  | 대한민국 자영업자 분투기                                              | 강도현 카페바인 대표, 제윤경 에듀머니 대표 |
| 출산8     | 2012년 10월 19일 | 성균관대학교 공개방송 '책과 나'                                       | |
| 출산9     | 2012년 10월 24일 | 토건한국, 그 회색빛 경제에서 탈출하라!                                | 김헌동 경실련 아파트값거품빼기운동본부장 |
| 출산10    | 2012년 10월 31일 | 농촌, 포기가 아닌 포용으로                                            | |
| 출산11    | 2012년 11월 6일  | 민주주의, 그 시작은 교육에서부터                                      | 조연희 해직 교사, 김윤자 한신대학교 교수, 배윤호 논술학원장                                                                                    |
| 출산12    | 2012년 11월 14일 | 2013, 복지한국 가능한가                                               | 오건호 내만복(내가 만드는 복지 국가) 공동운영위원장 (선대인은 출연하지 않음)                                                                   |
| 출산13    | 2012년 11월 20일 | 원전 불안과 전력 공공성                                               | 이유진 녹색당 탈핵탈토건공동본부장, 하승수 변호사 (김용민은 출연하지 않음)                                                                     |
| 출산14    | 2012년 11월 28일 | 고양이를 부탁해!                                                      | 임순례 영화 《우생순》 감독 / 동물보호시민단체 카라 대표 전진경 이화여대 에코과학부 박사과정 / 동물보호분야 전문가 (선대인은 출연하지 않음)    |
| 출산15    | 2012년 12월 3일  | 원순씨, 1년 동안 어떻게 지내셨나요?                                   | 박원순 서울시장 |
| 호외2     | 2012년 12월 12일 | 문재인 후보 초청 정책토크                                             | 문재인 대통령후보, 김수현 세종대학교 교수, 김영경 시민캠프 공동 대표(前 청년유니온 위원장)                                                     |
| 최종회    | 2013년 1월 4일   | 새로운 출발, 99%를 위한 경제                                          | 황덕창 구성작가, 배영란(우영) 팀 매니저, 김태용 엔지니어                                                                                       |
| 번외편    | 2013년 6월 5일   | 박근혜정부 100일 중간 정산                                            | (김미화대신 유인경 경향신문 선임기자가 진행) (김용민은 출연하지 않음)                                                                          |

## 자매판
- 《나는 꼼수다》
- 《나는 딴따라다》

## 참고
1. ↑  “사람들은 ‘꼼수’가 없는 방송 원하죠”(인터뷰)
2. ↑  '나꼼수'에 꼽사리 낀 '나꼽살', <라디오스타> 될까?